# Banco Mare Nostrum
Banco Mare Nostrum (BMN) fue un banco español nacido en 2010 como Sistema Institucional de Protección (SIP) del negocio financiero de cuatro cajas de ahorros: Caja Murcia, Caixa Penedès, Caja Granada y Sa Nostra. Su sede central se encontraba en Madrid. Operaba en comunidades autónomas del arco mediterráneo así como en la Comunidad de Madrid.
Se utilizaba la marca BMN-Cajamurcia en la Región de Murcia, la Comunidad Valenciana y Castilla-La Mancha; la marca BMN-Cajagranada en Andalucía y Melilla; la marca BMN-Sa Nostra en las Islas Baleares y Canarias; y la marca BMN en la Comunidad de Madrid.
El negocio financiero de Cataluña y Aragón, operado bajo la marca "Caixa Penedès", fue vendido por BMN al Banco Sabadell.
El 8 de enero de 2018, tuvo lugar la inscripción de la escritura de la fusión por absorción de Banco Mare Nostrum (BMN) por Bankia. El 19 de marzo de 2018, se produjo la integración tecnológica de Banco Mare Nostrum (BMN) en Bankia. Tras ello, todas las oficinas de Banco Mare Nostrum (BMN) pasaron a operar con la imagen de Bankia.

## Historia
BMN se constituyó el 22 de diciembre de 2010, inscribiéndose en el registro oficial de entidades del Banco de España un día después, el 23 de diciembre. Recibió 915 millones de euros por parte del Fondo de Reestructuración Ordenada Bancaria (FROB) mediante el compromiso de suscripción de participaciones preferentes convertibles. BMN nació participado en un 41% por Caja Murcia; un 28% por Caixa Penedès; un 18% por Caja Granada y un 13% por Sa Nostra. Sin embargo, no comenzó su actividad hasta junio de 2011, cuando las cuatro cajas de ahorros fundadoras (Caja Murcia, Caixa Penedès, Caja Granada y Sa Nostra) en sus respectivas asambleas generales decidieron llevar a cabo un proceso de segregación por el cual transmitieron todo su negocio financiero (cartera de clientes, activos, empleados, red de oficinas,...) a Banco Mare Nostrum (BMN).
Se nombró presidente ejecutivo del nuevo banco al entonces presidente de Caja Murcia, Carlos Egea Krauel.
A pesar de que las cajas cedieron su negocio bancario por completo a la nueva entidad, Banco Mare Nostrum (BMN) operó bajo las marcas de las cajas que dieron lugar al SIP. De este modo, Banco Mare Nostrum operó bajo la denominación "Cajamurcia" en la Región de Murcia, la Comunidad Valenciana y Castilla-La Mancha; "Caja Granada" en Andalucía y Melilla; y "Sa Nostra" en las Islas Baleares y Canarias. En la Comunidad de Madrid, se decidió operar exclusivamente bajo la marca "BMN". Para ello, se produjo un intercambio de sucursales entre las cajas del SIP según sus territorios de influencia.
En noviembre de 2012, los problemas de tesorería y deuda que afectaban a la entidad dieron lugar a que se planteara una disminución de los activos de ésta. Banco Sabadell confirmó estar en negociaciones con BMN para adquirir por completo el negocio de la entidad en Cataluña y Aragón, operado bajo la marca "Caixa Penedès".
El 20 de diciembre de 2012, Bruselas aprobó el plan de reestructuración para BMN, en el que se establecía que en 2017 la entidad deberá reducir su tamaño en un 40% con respecto a 2010 y también deberá salir a bolsa antes de esa fecha. BMN recibiría una inyección de capital público de 730 millones de euros.
El 12 de marzo de 2013, el FROB inyectó los 730 millones de euros de capital que correspondían a BMN del rescate europeo a la banca española y se hizo con el 75,86% de las acciones del banco. El resto de la entidad quedó en manos de las cajas que dieron origen a BMN: Caja Murcia, Caixa Penedès, Caja Granada y Sa Nostra.
El 31 de mayo de 2013, se produjo el cierre de la operación de compra del negocio de Banco Mare Nostrum (BMN) en Cataluña y Aragón, operado bajo la marca "Caixa Penedès", por parte del Banco Sabadell. De esta manera, Caixa Penedès siguió teniendo acciones en un banco (BMN) que ya no operaba en su territorio de origen.
El 24 de junio de 2013, se ejecutó la ampliación de capital de 230 millones de acciones por el canje de híbridos. El FROB se mantuvo como accionista mayoritario de la entidad con un 65,027% del capital social. Tras la conversión de participaciones preferentes en acciones, otras empresas entraron en el accionariado de BMN y las cajas fundadoras vieron nuevamente reducida su participación en el banco.
En marzo de 2014, se creó una nueva imagen de marca en la que BMN pasó a ser el elemento vertebrador aunque las marcas territoriales "Cajamurcia", "Caja Granada" y "Sa Nostra" mantuvieron su presencia. El cambio de marca en las oficinas culminó a finales de 2014.
El 2 de septiembre de 2015, se anunció el acuerdo de la venta de las 18 oficinas situadas en Castilla-La Mancha (17 en Albacete y 1 en Cuenca) a Globalcaja.
El 2 de diciembre de 2016, el Consejo de Ministros aprobó alargar en dos años el límite para privatizar Banco Mare Nostrum (BMN) hasta marzo de 2020.

### Integración en Bankia
El 15 de marzo de 2017, el FROB optó por la integración de Bankia y Banco Mare Nostrum (BMN) “como estrategia más adecuada para optimizar la recuperación de ayudas públicas”, tras haber recibido una oferta no vinculante por Banco Mare Nostrum (BMN) de 1.061 millones de euros.
El 26 de junio de 2017, los consejos de administración de Bankia y de Banco Mare Nostrum (BMN) aprobaron el proyecto común de fusión, siendo Banco Mare Nostrum (BMN) la entidad absorbida por unos 825 millones de euros. La relación de canje sería de una acción ordinaria de Bankia por cada 7,82987 de Banco Mare Nostrum (BMN). Una vez que se realizara la integración, los accionistas de Banco Mare Nostrum (BMN) recibirían en su conjunto un 6,67% del capital final.
El 14 de septiembre de 2017, las juntas generales de accionistas de Bankia y de Banco Mare Nostrum (BMN) aprobaron dicho proyecto de fusión. Sin embargo, Fundació Pinnae, quinto accionista de Banco Mare Nostrum (BMN) con el 4,34% de su capital, anunció que emprendería acciones legales contra la entidad por su fusión con Bankia, al considerar que la operación "perjudicaba gravemente" a los accionistas minoritarios de la entidad.
El 28 de diciembre de 2017, tuvo lugar la toma de control efectivo de Banco Mare Nostrum (BMN) por parte de Bankia.
El 8 de enero de 2018, tuvo lugar la inscripción de la escritura de la fusión por absorción de Banco Mare Nostrum (BMN) por Bankia.
El 11 de enero de 2018, los hasta entonces accionistas de Banco Mare Nostrum (BMN) recibieron los títulos correspondientes de Bankia tras la fusión de ambas entidades, unas acciones que comenzarían a cotizar al día siguiente.
El 19 de marzo de 2018, se produjo la integración tecnológica de Banco Mare Nostrum (BMN) en Bankia. Tras ello, todas las oficinas de Banco Mare Nostrum (BMN) pasaron a operar con la imagen de Bankia.

## Accionariado
Con anterioridad a su absorción por Bankia, los accionistas de Banco Mare Nostrum (BMN) eran (a 31 de diciembre de 2016):
| Accionista                          | Participación |
| ----------------------------------- | ------------- |
| FROB                                | 65,03%        |
| Caser                               | 7,10%         |
| Fundación Cajamurcia                | 6,35%         |
| Ahorro y Titulación                 | 6,04%         |
| Fundació Pinnae                     | 4,34%         |
| CajaGranada Fundación               | 2,79%         |
| Fundació Sa Nostra Caixa de Balears | 2,01%         |
| resto minoritarios                  | 6,19%         |
| autocartera                         | 0,15%         |

## Red de oficinas
En junio de 2017, Banco Mare Nostrum (BMN) contaba con 660 oficinas.
A 31 de diciembre de 2016, contaba con 4.026 empleados.
Operaba bajo la denominación "BMN-Cajamurcia" en la Región de Murcia, la Comunidad Valenciana y Castilla-La Mancha; "BMN-Cajagranada" en Andalucía y Melilla; y "BMN-Sa Nostra" en las Islas Baleares y Canarias. En la Comunidad de Madrid, operaba bajo la marca "BMN".